# Гарипов, Талмас Магсумович
Талма́с Магсу́мович Гари́пов (31 июля 1928, Москва — 19 мая 2022, Уфа) — советский и российский лингвист-тюрколог, член-корреспондент АН РБ (1992), доктор филологических наук (1974), профессор (1979), заслуженный деятель науки Башкирской АССР (1983) и Российской Федерации (1992), почётный работник высшего профессионального образования РФ (2003).

## Биография
Гарипов Талмас Магсумович родился 31 июля 1928 года в Москве. Его родители дипломаты работали на Ближнем Востоке.
После окончания в Уфе с золотой медалью 11 школы Талмас Магсумович поступил в Московский государственный университет.
В 1952 году c отличием окончил восточное отделение филологического факультета Московского государственного университета и поступил в аспирантуру МГУ. Учёную степень кандидата филологических наук получил в 1955 году. Тема кандидатской диссертации — «Именное словообразование в башкирском языке». Степень доктора филологических наук получил в 1974 году. Докторскую диссертацию на тему «Опыт синхронической и диахронической характеристики кыпчакских языков Урало-Поволжья» защитил в Институте языкознания АН СССР.
Талмас Магсумович с 1956 года работал научным сотрудником, завотделом языка, учёным секретарем Института истории, языка и литературы Башкирского филиала АН СССР. С 1966 года — завкафедрой русского и сопоставительного языкознания Башкирского государственного университета(ныне Уфимский университет науки и технологий), с 1980 года завкафедрой общего языкознания Башкирского государственного педагогического института.
Скончался 19 мая 2022 года в Уфе.

## Научная деятельность
Научные направления работ Т. Гарипова: алтаистика, антропонимика, археология, археография,
башкироведение, библиографирование, билингвизм, историческая тюркология, ориенталистика, теория языка, социолингвистика, контрастивная контактология, лингвокраеведение. Им была разработана теория языковых контактов, основы современной сопоставительной контрастивистики и ареального лингвокраеведения преимущественно на базе тюркских языков.
Гарипов исследовал кыпчакские языки Урало-Поволжья: проанализировал их фономорфемику и лексемику, установил исконный состав башкирских и татарских корневых слов, выявил этимологическую природу заимствований из восточных языков (арабского, персидского, венгерского, монгольского).
Т. Гарипов в разное время избирался членом Научно-методического совета по высшему филологическому образованию МинВУЗа страны, заместителем председателя Ученой комиссии по национальной филологии МинНарОбраза России, возглавлял Башкирское отделение Всероссийской ассоциации востоковедов, секции Терминологической комиссии при Президиуме Верховного Совета РБ и Южноуральского отделения Археографической комиссии РАН, зампредседателя докторского совета в БГУ.

### Основные работы
Автор 650 научных публикаций по грамматике башкирского языка, истории башкирского языкознания, по вопросам востоковедения, межъязыковых взаимосвязей в Волго-Камье, включая 25 монографий.
- Кыпчакские языки Урало-Поволжья: Опыт синхронической и диахронической характеристики. М.: Наука, 1979.
- Башкирика: Моносборник избранных работ по башкироведению и тюркологии. Уфа: БГПУ, 2004.
- Языки народов Башкортостана: Серия научных изданий под общей ред. Т. М. Гарипова. Уфа: БГПУ им. М. Акмуллы, Восточный университет, Гилем, 1996—2007.
- Ориенталика: К LXX-летию Т. М. Гарипова. Уфа: Гилем, 1998.
- Полвека в науке и просвещении: Публикации Т. М. Гарипова и о нём. Уфа: БГПУ, 2003.
- Языки Евразии в этнокультурологическом освещении: Юбилейный сборник статей в честь 50-летия научно-исследовательской деятельности Т. М. Гарипова. Уфа: Восточный университет, 2005.

## Личная жизнь
Семейное положение: Жена — Нина Дмитриевна (1928—2014), кандидат филологических наук. Двое сыновей, две внучки и внук. Сын Тимур, кандидат сельскохозяйственных наук, две снохи также кандидаты наук, доценты уфимских вузов.
Увлечения: библиофилия, нумизматика, филателия, туризм и спорт (бадминтон, шахматы). Первый чемпион Башкирии по бадминтону (1966).